# Walter Browne
Walter Shawn Browne (Sydney, 10 januari 1949 – Las Vegas, 24 juni 2015) was een in Australië geboren Amerikaans schaker. Hij werd zes keer schaakkampioen van de Verenigde Staten. Hij speelde in een aanvallende stijl en was vooral goed in snelschaak. Ook speelde hij poker.

## Biografie
Browne werd geboren in Sydney en was de oudste van vier kinderen. Op vierjarige leeftijd verhuisde hij naar Brooklyn, New York. Zijn vader leerde hem schaken toen hij acht was.
Browne doorliep zijn schooltijd op de Erasmus Hall High School, waar wereldkampioen Bobby Fischer ook op school had gezeten. Op zestienjarige leeftijd stopte hij met school, om meer met schaken bezig te kunnen zijn. In 1969 haalde hij de grootmeestertitel. Op dat moment was hij ook de jongste grootmeester van de Verenigde Staten.
In 1971 won hij voor het eerst de Amerika Open met 9 uit 10 punten. In 1973 won Browne de Wereld Open. Een jaar later won hij ook het Amerikaanse kampioenschap. In 1975, 1977, 1980, 1981 en 1983 won hij weer, waarmee hij hem zes keer heeft gewonnen. Alleen Bobby Fischer en Samuel Reshevsky wisten hem vaker te winnen; allebei acht keer. In 1974 en 1980 won hij het Hoogovenstoernooi.
In 1988 richtte hij de World Blitz Chess Association op. Deze werd echter weer opgeheven in 2003.
In 2012 publiceerde Browne het boek The Stress of Chess…and its Infinite Finesse. 
Na een week gevuld met schaken en pokeren, overnachtte Browne in juni 2015 in het huis van een goede vriend in Las Vegas, waar hij op 66-jarige leeftijd in zijn slaap overleed.